# Кулогорська-1
Кулогорська-1 (рос. Кулогорская-1,2) — печера в Архангельській області, на Біломорсько-Кулойському плато європейської півночі Росії. Карстова печера горизонтального типу простягання. Загальна протяжність — 7200 м. Глибина печери становить 11 м. Категорія складності проходження ходів печери — 3А.